# كريستين دالتون
كريستين جانين دالتون-وولف (بالإنجليزية: Kristen Dalton)‏ (ولدت في 13 ديسمبر 1986) ممثلة وعارضة ازياء أمريكية، وحاملة لقب مسابقة ملكة جمال الولايات المتحدة الأمريكية 2009 ومثلت الولايات المتحدة في مسابقة ملكة جمال الكون 2009، حيث احتلت المرتبة 10 بين المتسابقات، كما اشتهرت بظهورها في عدد من الافلام السينمائية.

## نشأتها
دالتون هي ابنة جينين دالتون، ملكة جمال كارولينا الشمالية بالولايات المتحدة الأمريكية عام 1982. كانت أختها الصغرى كنزي ، مخطوبة لتشاد مايكل موراي ؛ شاركت أيضًا في مسابقة ملكة جمال مراهقات كارولينا الشمالية الولايات المتحدة الأمريكية ، وحصلت على المركز الثاني. جوليا شقيقة دالتون الثالثة ، كانت ملكة مراهقات جمال كارولينا الشمالية الولايات المتحدة الأمريكية 2008 وحصلت على المركز الثاني في مسابقة ملكة جمال مراهقات الولايات المتحدة الأمريكية 2008. فازت جوليا
بلقب ملكة جمال كارولينا الشمالية الولايات المتحدة الأمريكية 2015 وتنافست في ملكة جمال الولايات المتحدة الأمريكية 2015. عائلة كريستين دالتون هي العائلة الوحيدة أم وابنتان يفوزان بنفس اللقب.

## روابط خارجية
- كريستين دالتون على موقع IMDb (الإنجليزية)
- Miss North Carolina USA official website
- Miss USA official website